# Ipimorpha subtusa
Ipimorpha subtusa là một loài bướm đêm thuộc họ Noctuoidea. Nó được tìm thấy ở châu Âu.
Sải cánh dài 27–30 mm. Chiều dài cánh trước là 14–16 mm. Con trưởng thành bay làm một đợt from giữa tháng 6 đến giữa tháng 9 .
Ấu trùng ăn các loài aspen và other dương.

## Hình ảnh

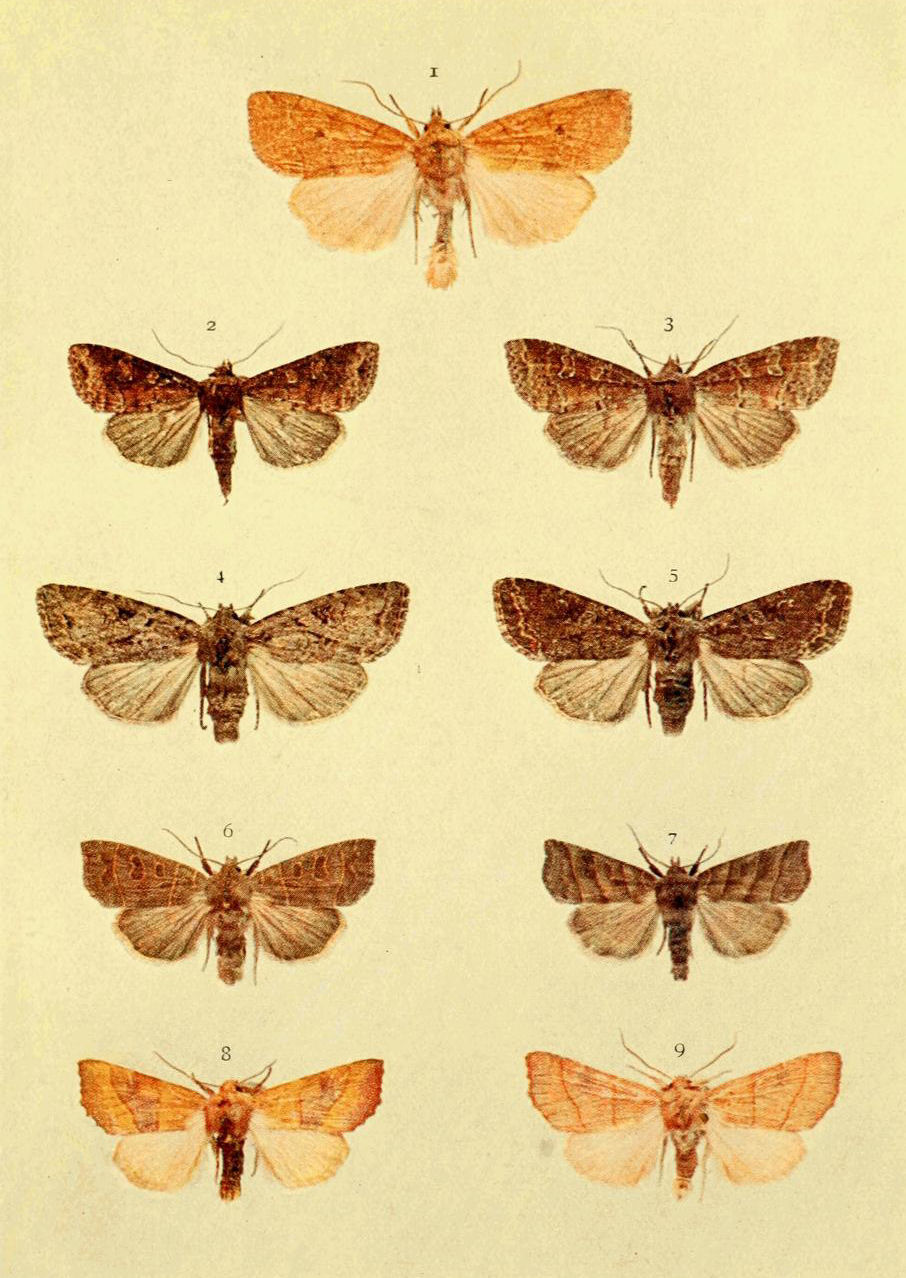